# Србјани
Србјани (Србљани, мкд. Србјани) су насеље у Северној Македонији, у западном делу државе. Србјани припадају општини Кичево.

## Географија
Насеље Србјани је смештено у западном делу Северне Македоније. Од најближег већег града, Кичева, насеље је удаљено 3 km јужно.
Србјани припадају историјској области Доња Копачка. Село је положено у долини реке Треске, у делу где се она шири у Кичевско поље. Јужно од села се издиже планина Баба Сач, док се северно пружа поље. Надморска висина насеља је приближно 620 метара.
Клима у насељу је умерено континентална.

## Становништво
Србјани су према последњем попису из 2002. године имали 495 становника.
Већинско становништво су етнички Македонци (57%), а у мањини су Турци (33%) и Албанци (9%).
Претежна вероисповест месног становништва је православље, а мањинска ислам.